# Internationale Cyclocross Rucphen
Der Internationale Cyclocross Rucphen ist ein Cyclocrossrennen in der niederländischen Gemeinde Rucphen.

## Geschichte
Das Rennen wurde erstmals im Januar 2012 organisiert, dank der Initiative lokaler Cyclocross-Enthusiasten. Es findet rund um das örtliche Sportzentrum zwischen dem Hauptort Rucphen und dem Ortsteil Sint-Willebrord statt. Auffälligstes Merkmal des Parcours ist eine große Spirale, das so genannte Karussel, bei der die Fahrer in mehreren Runden ein- und ausfahren.
Als unabhängige Veranstaltung hatte der Cross Probleme, sich einen eigenen Platz im internationalen Kalender zu verschaffen. Sein Termin in der zweiten Januarhälfte war oft am gleichen Tag wie der Kasteelcross Zonnebeke. Im Januar 2020 wurden anstelle des internationalen Rennens die niederländischen Meisterschaften in Rucphen organisiert, die Mathieu van der Poel bzw. Ceylin del Carmen Alvarado gewannen. In der Folgesaison, 2020/2021, musste der Cross hingegen aufgrund der Corona-Pandemie abgesagt werden.
Um einen besseren Termin im Kalender zu bekommen, einigten sich die Organisatoren mit Flanders Classics, ein Rennen im stark erweiterten UCI-Cyclocross-Weltcup 2021/22 abzuhalten, dieser fand im Dezember 2021 statt. Kurz darauf übernahm Rucphen noch kurzfristig die Ausrichtung der niederländischen Meisterschaften 2022, die ursprünglich in Zaltbommel hätten stattfinden sollen. Die Sieger derselben hießen Lars van der Haar und Marianne Vos.
Der Weltcup blieb des finanziellen Risikos wegen eine einmalige Angelegenheit. 2022/2023 fiel die Veranstaltung in Rucphen aus, ihren Platz im Weltcup nahm der Cyclocross Maasmechelen ein. 2023 kam Rucphen auf die internationale Bühne zurück, musste sich aber mit einem Termin mitten in der Woche im Dezember zufriedengeben. Für die Zukunft strebt Rucphen mit anderen Organisatoren die Einrichtung einer niederländischen Cyclocross-Serie an.

## Siegerliste

### Männer
- 2012:  Bart Aernouts
- 2013:  Lars van der Haar
- 2014:  Philipp Walsleben
- 2015:  Lars van der Haar
- 2016:  Tom Meeusen
- 2017:  Lars van der Haar
- 2018:  David van der Poel
- 2019:  Lars van der Haar
- 2020: nicht ausgetragen
- 2021 (Jan): abgesagt
- 2021 (Dez):  Thomas Pidcock
- 2022: nicht ausgetragen
- 2023:  Ryan Kamp
- 2024:  Felipe Orts

### Frauen
- 2012:  Marianne Vos
- 2013:  Marianne Vos
- 2014:  Marianne Vos
- 2015:  Nikki Brammeier
- 2016:  Helen Wyman
- 2017:  Laura Verdonschot
- 2018:  Loes Sels
- 2019:  Inge van der Heijden
- 2020: nicht ausgetragen
- 2021 (Jan): abgesagt
- 2021 (Dez):  Marianne Vos
- 2022: nicht ausgetragen
- 2023:  Laura Verdonschot
- 2024:  Laura Verdonschot